# Musée de l'Artillerie
Pour l’article homonyme, voir Musée d'Artillerie.
Le musée de l'Artillerie est un musée militaire, labellisé musée de France, situé aux Écoles militaires de Draguignan (EMD) dans le Var. À travers ses collections de canons, munitions, armes individuelles, uniformes et ses reconstitutions, il retrace l'évolution technique et tactique de l'artillerie française du Moyen-Âge jusqu'à nos jours. L'entrée est gratuite.

## Présentation

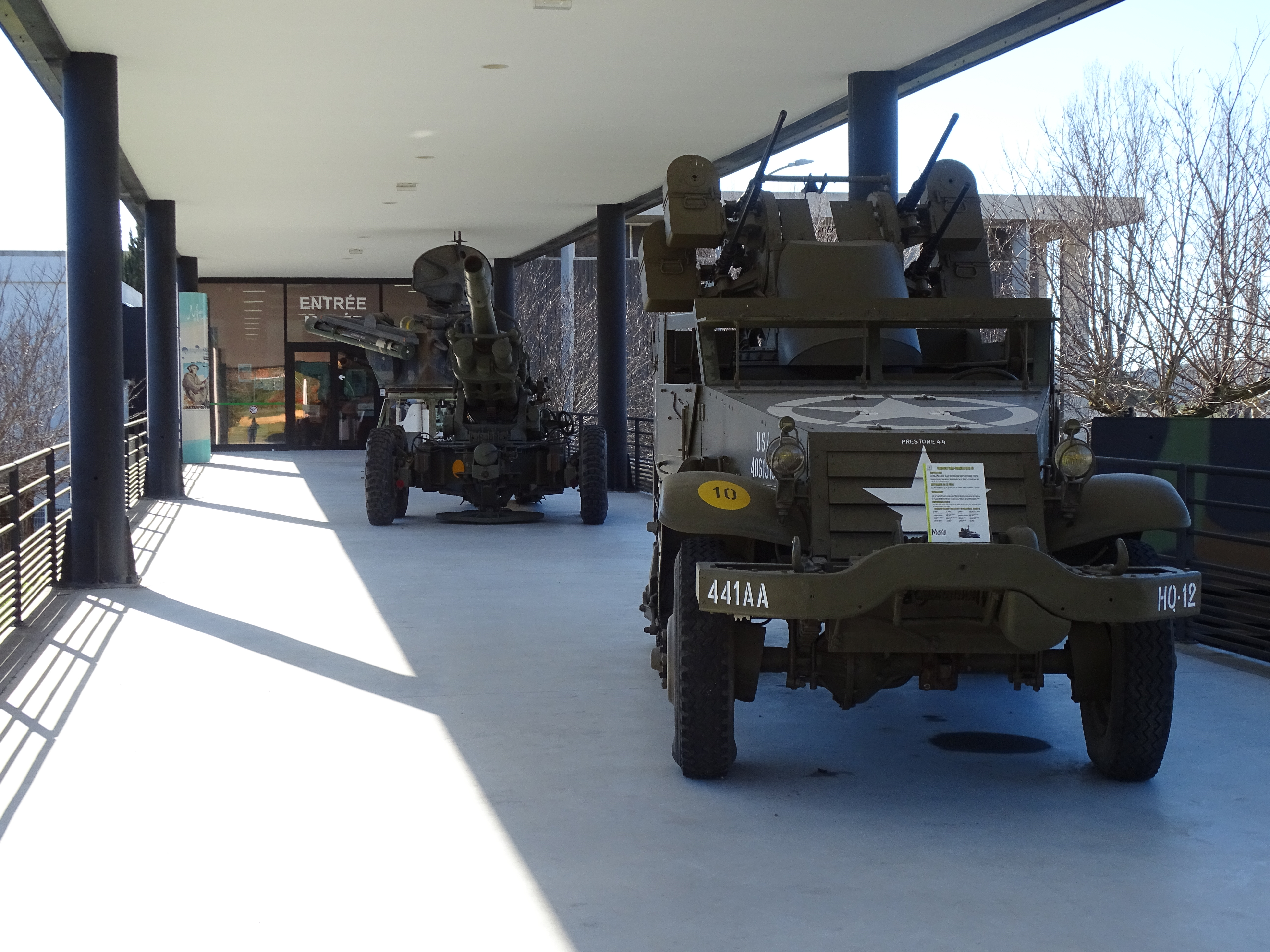
Passerelle d'accès au Musée de l'Artillerie

Le musée de l'Artillerie conserve, restaure, étudie et enrichit le patrimoine historique et culturel de l'artillerie. Il présente des collections d'art, de sciences, de techniques et de traditions. Il participe à la formation morale des artilleurs en développant notamment l'esprit de corps. Son action contribue au développement du lien armée-nation au travers d'actions éducatives visant particulièrement le jeune public.
À travers ses collections, le musée retrace l'évolution technique et tactique de l'artillerie française de ses origines jusqu'à nos jours, met en évidence les progrès techniques et leur influence sur l'art de la guerre. Son parcours chrono-thématique met en lumière les personnalités, les innovations technologiques, les batailles qui ont contribué à l'évolution de l'artillerie.
Le musée rend par ailleurs hommage aux artilleurs français tombés au champ d'honneur. Il abrite un espace mémoriel où sont gravés les noms des batailles inscrits en lettres d'or sur les étendards des régiments et ceux des artilleurs morts pour la France. Les étendards de quelques régiments dissous y sont conservés. Il entretient ainsi la mémoire de ceux qui se sont sacrifiés pour la France.

## Collections

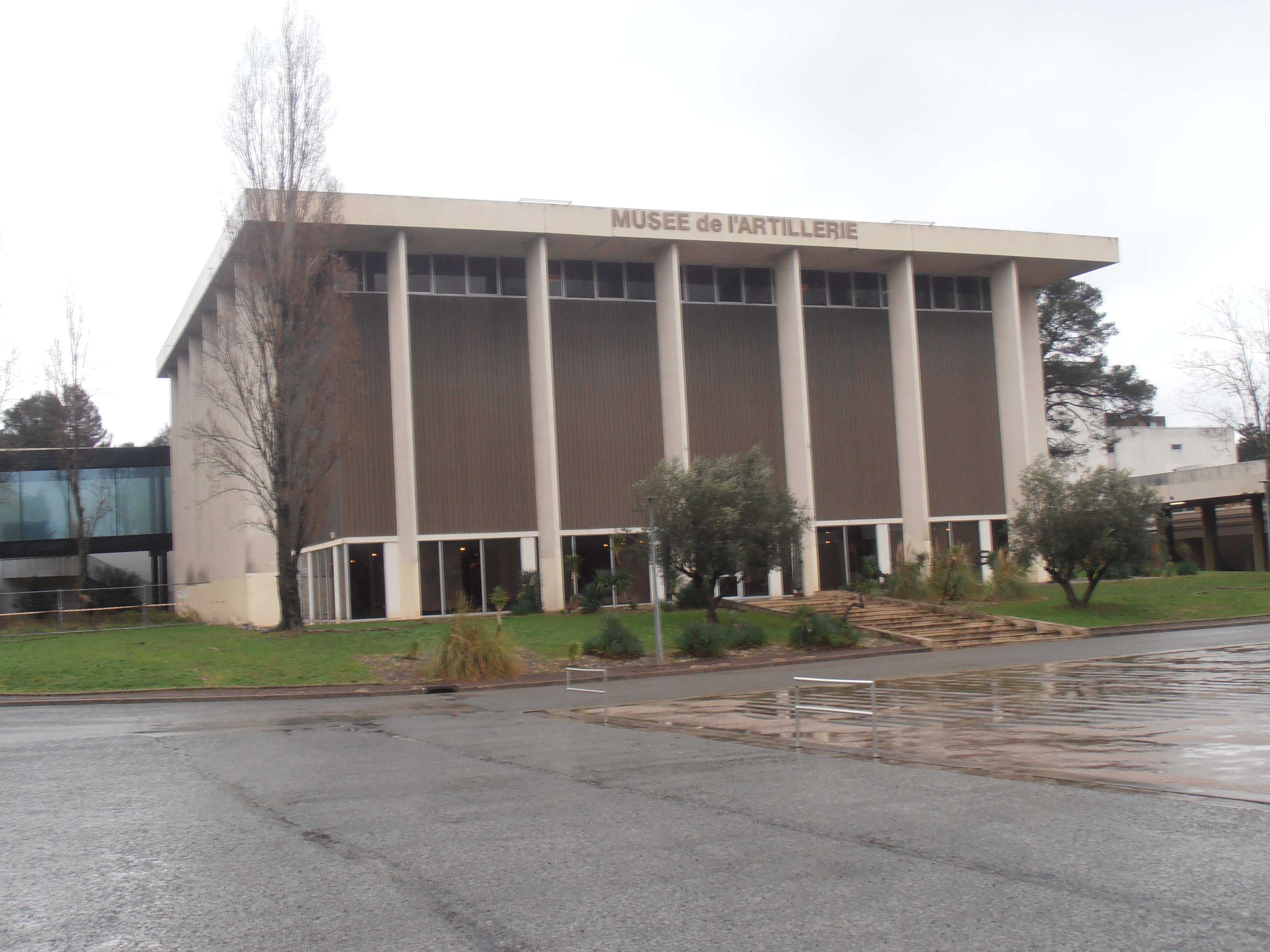
Le musée de l'Artillerie de Draguignan.

Le musée présente une importante collection de canons anciens et modernes, de munitions et de reconstitutions ainsi que des uniformes et des armes individuelles. Couvrant quinze siècles d'histoire, il développe plus particulièrement la période 1870 à 1990.
Parmi les objets remarquables, le musée conserve notamment un canon classique de 1739, un canon Gribeauval, ou encore le prototype numéro 6 fabriqué en 1896 du canon de 75 modèle 1897.

## Historique du musée
L'installation du musée de l'Artillerie à Draguignan s'inscrit dans un long cycle de transformations.
Les monarques français ont très tôt voulu conserver des armes rares ou techniquement remarquables.
Sous Louis XIV, un premier conservatoire des armes françaises est créé en 1685 à Paris par Louis de Crevant, duc d'Humières, Grand maître de l'artillerie, dans un double but : didactique pour la formation des artilleurs, technique pour l'amélioration des connaissances du temps.
En 1796, le comité de l'artillerie obtient du Directoire le rassemblement des collections du Grand Maître et des collections des arsenaux de province à Saint-Thomas d'Aquin à Paris. Cette institution est la première forme du musée de l'Artillerie qui déménage à l'hôtel des Invalides où il devient, en 1905, le musée de l'Armée.
Parallèlement, après 1870, la Troisième République dote l'école d'artillerie de Fontainebleau d'un conservatoire qui s'enrichit jusqu'à sa disparition en 1940 au début de l'Occupation.

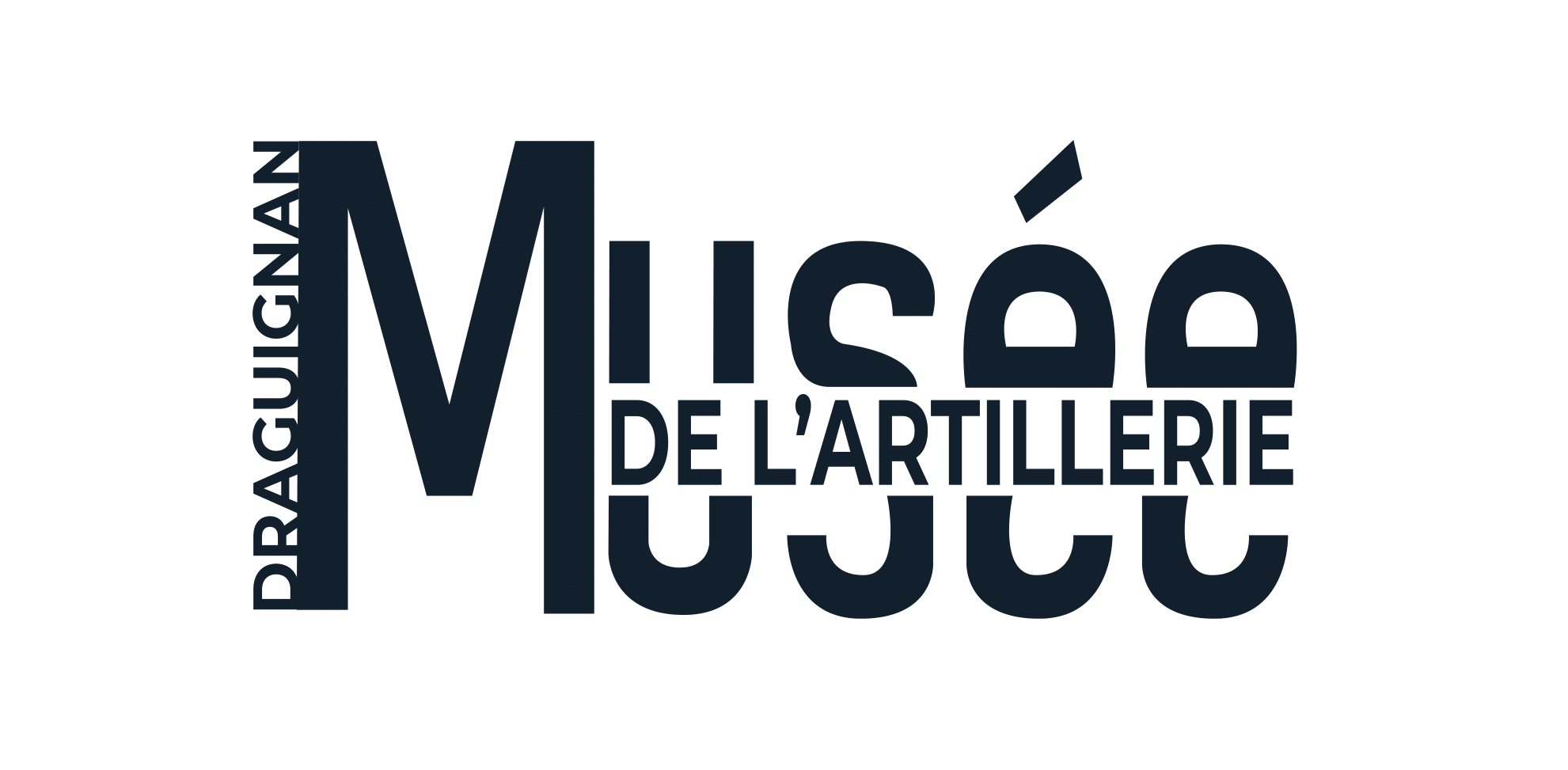
Logo Musée de l'Artillerie

Par la suite les collections sont transférées dans les garnisons occupées successivement par l'École de l'artillerie à Idar-Oberstein (Allemagne) jusqu'aux années 1950, puis, après un court séjour à Mourmelon, à Châlons-sur-Marne.
Lorsque l'École de l'artillerie est transférée de Châlons-sur-Marne (aujourd'hui Châlons-en-Champagne) à Draguignan en 1976, la création d'un véritable musée est décidée à partir des collections dispersées, sous l'impulsion et le soutien actif d'anciens artilleurs.
Concrètement, il s'agit de mettre en valeur les collections citées, complétées par des matériels du musée de l'Armée mis en dépôt à l'École de l'artillerie.  À ces fins, le général-inspecteur de l'artillerie mandate alors une commission pour réfléchir aux besoins de l'artillerie en termes d'aide à la formation. Il est décidé d'exposer dans un bâtiment, initialement voué à l'enseignement tactique autour de plans en relief, des collections ainsi réunies pour en faire un fonds pédagogique sur l'histoire de l'artillerie et du canon. La mission de réalisation de cet ensemble est confiée au colonel Giaume.
Dans les années qui suivent (1978-1981), le commandement de l'école et l'inspection de l'artillerie obtiennent l'autorisation d'appeler l'ensemble « musée du Canon et des Artilleurs ».

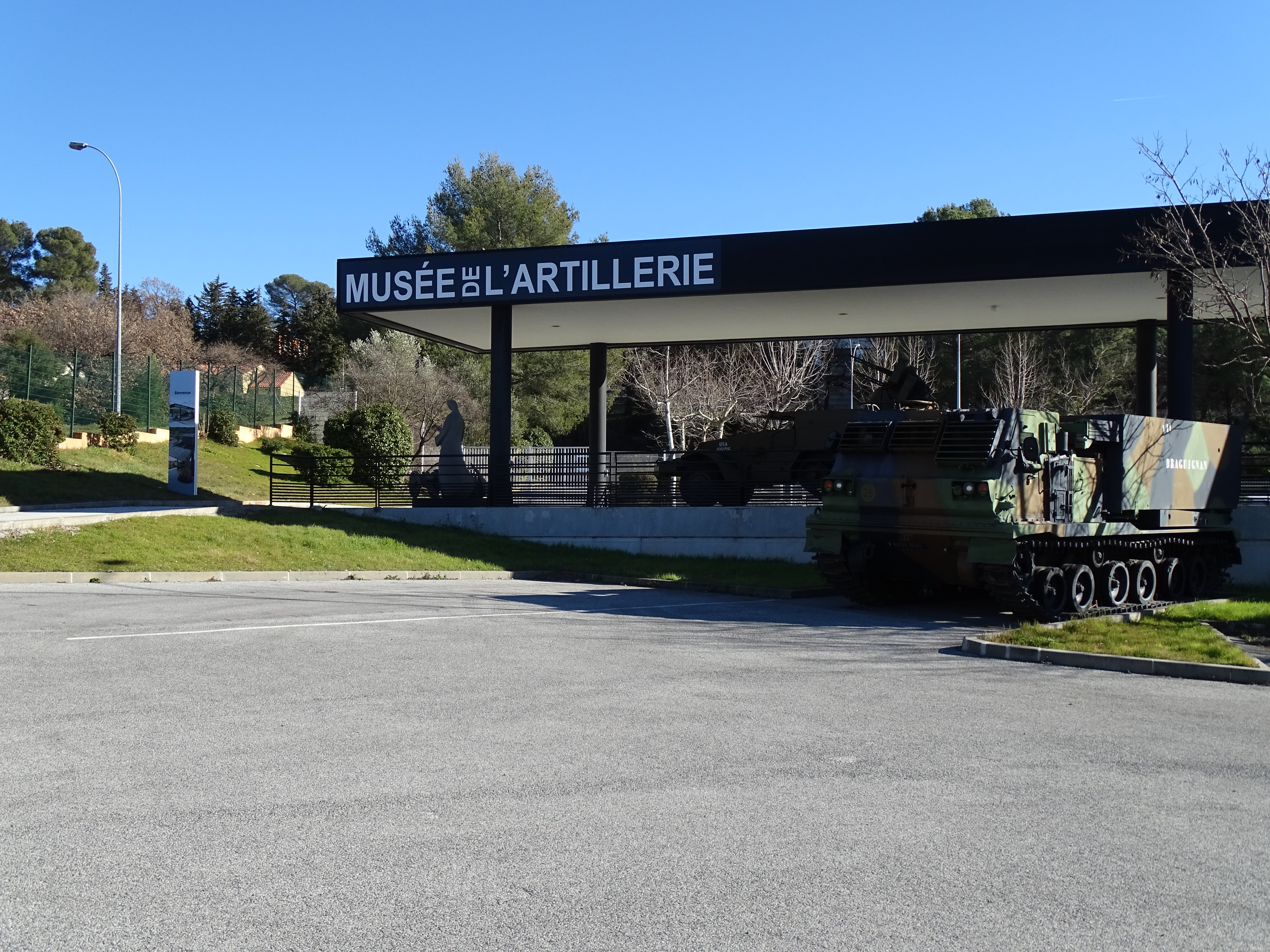
Entrée du Musée de l'Artillerie

L'espace Philippe Dentinger porte le nom du concepteur du musée rénové, le lieutenant-colonel Dentinger (1951-2012), spécialiste HAWK.
Le musée est inauguré le 5 juin 1982.
En 2000 le musée est rebaptisé « musée de l'Artillerie » ; une inscription au fronton du bâtiment est alors réalisée.
Le musée est actuellement rattaché sur un plan administratif à l'École de l'artillerie de Draguignan et subordonné au général commandant les Ecoles Militaires de Draguignan. Ses actions culturelles sont coordonnées par la Direction de la mémoire, du patrimoine et des archives (DPMA) du ministère des Armées et la Délégation au patrimoine de l'armée de Terre (DelPAT).
Le musée de l'artillerie reçoit le label musée de France par décret du 29 août 2006. Ce label témoigne de la qualité des collections permanentes du musée et illustre son évolution actuelle (diversification des thématiques abordées, ateliers pédagogiques).

## Actions spécifiques et partenariats
Dans le cadre de sa politique d'ouverture au grand public, le musée organise des expositions temporaires ainsi que des journées d'études et des conférences.Il participe aux principales manifestations culturelles (Journées européennes du patrimoine, Nuit des Musées)
Un projet de rénovation-extension est mené en 2013. La création d’un parking visiteurs et d’une passerelle facilite l’accès du public, notamment en situation de handicap. Conçue par Rudy Ricciotti, l’architecte du MuCEM, la passerelle crée un pont entre le monde civil et l’univers militaire. Cet agrandissement offre un nouvel espace d’exposition, lumineux, couvert, et fermé en partie. Une fonction accueil y est aménagée. La muséographie désormais enrichie prend en compte l'époque récente (2008, Afghanistan), conformément au projet scientifique et culturel élaboré par le musée de l'Artillerie.
Toutes les activités culturelles sont l'occasion d'établir un partenariat avec les collectivités territoriales du département du Var et de la région PACA. Un partenariat est aussi établi avec le ministère de l'Éducation nationale.

## Association des amis du musée de l'Artillerie à Draguignan (AMAD)
Simultanément à l'ouverture du musée, en 1982, le colonel Giaume, en sa qualité de premier conservateur, crée, dans le cadre de la loi du 1er juillet 1901, l'association de soutien au musée, dénommée Association des amis du musée du Canon et des Artilleurs (AMCA) en 1993 sur les propositions du président qui a succédé au colonel Giaume, le général Michel Robert, puis l'Association de amis du musée de l'Artillerie à Draguignan (AMAD) le 18 janvier 2003, suivant ainsi le changement d'appellation du musée.
Le général Raviart en est l'actuel président (2022).
Cette association assure le soutien financier du musée. Elle publie un bulletin historique de grande qualité sur l'artillerie. L'association a réalisé un site Internet faisant autorité sur l'histoire de l'artillerie (Basart).
Un comité de suivi-coordination et de pilotage est créé afin de procéder courant 2011 à la rénovation et à l'extension du musée.

## Fréquentation
| Année | Entrées gratuites |
| ----- | ----------------- |
| 2006  | 18 172            |
| 2007  | 19 827            |
| 2008  | 18 134            |
| 2009  | 19 006            |
| 2010  | 17 493            |
| 2011  | 20 250            |
| 2012  | 20 420            |
| 2013  | 6 771             |
| 2014  | 21 421            |
| 2015  | 14 281            |
| 2016  | 21 124            |
| 2017  | 13 346            |
| 2018  | 16 580            |
| 2019  | 13 339            |